# ريتشموند (مقاطعة شاوانو)
ريتشموند، مقاطعة شاوانو (بالإنجليزية: Richmond, Shawano County, Wisconsin)‏ هي بلدة تقع بولاية ويسكونسن في الولايات المتحدة. تبلغ مساحتها 89.1 (كم²)، وترتفع عن سطح البحر 268 م، بلغ عدد سكانها 1719 نسمة في عام 2000 حسب إحصاء مكتب تعداد الولايات المتحدة وتصل الكثافة السكانية فيها 19.7 نسمة/كم2.

## وصلات خارجية
- http://richmondwi.com
- The US50 - Cities and Towns in Wisconsin State
- Wisconsin Cities and Towns, Facts, Map, Flag, Colleges, Government, and More